# Won’t Back Down
«Won’t Back Down» (с англ. — «Не отступлю») — песня американского рэпера Эминема, записанная при участии американской певицы Пинк. Композиция является четвёртой в списке песен седьмого студийного альбома Recovery, вышедшего в 2010 году. Трек был спродюсирован DJ Khalil, принимавший также участие в написании песни вместе с Эминемом, Эриком Олкуком и Колумбом «Раки» Смитом. «Won’t Back Down» стала ведущим синглом рекламной кампании компьютерной игры Call of Duty: Black Ops.
После выхода альбома, песня получила в целом положительные отзывы музыкальных критиков, которые крайне высоко оценили продюсирование и агрессивный характер композиции. «Won’t Back Down» заняла 62, 65, 82 и 87-е места в чартах США, Канады, Великобритании и Австралии соответственно. Песня звучит в Call of Duty: Black Ops и её трейлере, а также в трейлерах к фильмам «Миссия невыполнима: Протокол Фантом» и «Хитмэн: Агент 47». Эминем исполнял её на шоу Saturday Night Live и «Поздней ночью».

## Предыстория и запись
«Won’t Back Down» написана Эминемом вместе с композиторами DJ Khalil, Эриком Олкуком и Колумбом «Раки» Смитом. Как и большинство песен альбома Recovery, трек записан в студии Effigy Studious и 54 Sound Майком Стрэйнджем в Ферндейле в штате Мичиган. Песня является одной из немногих песен рэпера, не записанных в размере 4:4, наряду с «Untitled» (из Recovery) и «Underground» (из Relapse). Первоначально «Won’t Back Down» была строго сольной записью Эминема, даже припев изначально пел он. Позднее певица Лиз Родригес спела припев. Она также спела припев в песнях Recovery «25 To Life» и «Almost Famous». Однако Эминем в интервью объяснил, что после предварительной записи трека он решил пригласить певицу Пинк, так как чувствовал, «что она разорвёт эту запись». Раки выступил сопродюсером песни вместе с DJ Khalil.

## Отзывы критиков
После выхода альбома композиция была в целом положительно оценена критиками. В своей положительной рецензии на Recovery Дэвид Джеффрис из AllMusic назвал трек «шатающимся монстром хеви-метала», которого «можно использовать в качестве вступления к „Lose Yourself“ в любом микстейпе». Однако Дэвид критически отозвался о тексте песни, осудив многочисленные шутки и каламбуры на поп-культуру, звучащие на протяжении всего «Won’t Back Down», особенно строчку про Майкла Джея Фокса. Стив Джонс из USA Today похвалил её рок-мотив и заявил, что вокал Пинк обеспечивает «звёздную силу» трека. Журнал Entertainment Weekly считает, что Эминем «даже на этой песне звучит разъярённым». Издание Rolling Stone назвало трек «сюрпризом», отличающимся от предыдущих релизов с «безэстрогенными зонами». Андрей Никитин из Rap.ru, говоря про песни «Won’t Back Down» и «Love the Way You Lie», считает, что «фичеринги с Пинк и Рианной оправданы на все сто».

## Коммерческий успех
Будучи рядовой песней Recovery, «Won’t Back Down» попала в четыре чарта разных стран мира за счёт высоких цифровых продаж альбома. Трек достиг 62 места в Billboard Hot 100 за неделю, закончившуюся 10 июля 2010 года; на следующей неделе он уже выбыл из чарта. Кроме того, «Won’t Back Down» попала в чарты Австралии, Канады и Великобритании, где достигла 87, 65 и 82 позиций соответствующих списков, но, как и с Billboard Hot 100, композиция уже не попала на следующую неделю.
28 февраля 2018 года Американская ассоциация звукозаписывающих компаний выдала песне платиновую сертификацию.

## В массовой культуре
14 июня 2010 на канале ESPN вышел трейлер компьютерной игры Call of Duty: Black Ops, в котором прозвучала песня. Ролик был показан перед конференцией Activision на E3 2010 года, на которой Эминем выступил с песней. «Won’t Back Down» в самой игре звучит в титрах после прохождения сюжетной кампании, а также на карте «Пять» в зомби-режиме в качестве пасхалки. Помимо этого, фрагмент композиции звучит в трейлере к фильму «Миссия невыполнима: Протокол Фантом» и в рекламных роликах к «Хитмэн: Агент 47».
Эминем исполнил песню в прямом эфире программы Saturday Night Live вместе с Лилом Уэйном и Mr. Porter. Idolator положительно оценил выступление музыканта, заявив, что он «ещё раз доказал, каким он является динамичным и энергичным исполнителем в этой агрессивной песне». Рэпер также исполнял её на шоу «Поздней ночью» с Джимми Фэллоном. В 2017 году Эминем выступил с «Won’t Back Down» на BBC Radio 1 вместе со Скайлар Грей в рамках продвижения своего девятого альбома Revival. В августе 2022 года песня вошла в сборник хитов Эминема Curtain Call 2.

## Участники записи
Запись
- Записано в Effigy Studios в Ферндейле, Мичиган.

Участники записи
- Эминем — вокал, микширование, текст
- Пинк — вокал припева
- DJ Khalil — продюсирование, дополнительные клавишные и ударные
- Майк Стрэйндж — запись, микширование
- Джо Стрэйндж — звукорежиссёр
- Эрик Олкук — гитара
- Раки — клавишные и дополнительные ударные

Авторы приведены согласно буклету альбома Recovery.

## Позиции в чартах
| Чарт (2010)                       | Высшая позиция |
| --------------------------------- | -------------- |
| Австралия (ARIA)                  | 87             |
| Канада (Canadian Hot 100)         | 65             |
| Великобритания (UK Singles Chart) | 82             |
| США (Billboard Hot 100)           | 62             |

## Сертификации
| Регион                                                                      | Сертификация | Продажи   |
| --------------------------------------------------------------------------- | ------------ | --------- |
| Великобритания (BPI)                                                        | Серебряный   | 200 000   |
| США (RIAA)                                                                  | Платиновый   | 1 000 000 |
| Данные о продажах + прослушиваниях приведены только на основе сертификации. |              |           |